# Jojo Weiß

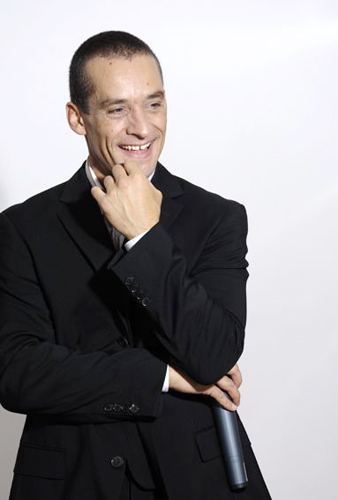
Jojo Weiß

Jojo Weiß (* 5. Mai 1969 in Augsburg-Haunstetten) ist ein deutscher Therapeut und ehemaliger Moderator und Entertainer.

## Leben
Weiß lebt seit 1991 in Berlin. Bereits während seiner Ausbildung zum Bühnendarsteller, mit den Schwerpunkten Artistik und physical comedy, trat er regelmäßig in der Berliner Varietészene auf. Erste Auftrittsorte waren die offene Bühne der Scheinbar, das Chamäleon Varieté und die UFA-Fabrik. Seine Spezialität sind Instrumenten- und Stimmimitationen, Mundposaune und skurrile Soundeffekte, die er mit Hilfe der Stimmbänder und seinen Händen erzeugt.
2002 gewann er beim Festival „Cirque de demain“ in Paris, zusammen mit seinem Bühnenpartner Andreas Wessels, die begehrte „Trophée Annie Fratellini“.
Gemeinsam spielten die beiden auch beim Comedy Festival „Just for laughs“ in Montreal, welches Jürgen von der Lippe in Deutschland durch „Lippes Lachmix“ bekannt machte.
Als komischer Part der deutschen Erfolgsproduktion „Vivace“ (2001–2006) stand er in vielen Ländern der Welt auf der Bühne:
unter anderem in Simbabwe (Haifa Festival 2004, Harare), Schweden (Eröffnungsfeier des Kulturzentrums Helsingborg), England (National Theatre Festival, London), Schottland (Edinburgh Fringe Festival), Österreich (Eröffnungsfeier des Theater Oval, Salzburg), Italien (Theatro della Tosse, Genua) und den USA (Seattle International Children’s Festival). Im Jahr 2004 wurde „Vivace“ einen Monat lang am Off-Broadway in New York aufgeführt (New Victory Theatre).

## Aktuelles
Neben seiner Bühnentätigkeit widmet sich Weiß seit einigen Jahren dem Schreiben von Wortspielen und Gedichten. Als Moderator trat er regelmäßig in renommierten Varietés und Theatern auf.

## Programme
- 1999–2001: Lovely Bastards (mit Andreas Wessels und Daniel Reinsberg)
- 2001–2006: Vivace (mit Andreas Wessels und Kristin Sroka)